# Säynätsalo (Jyväskylä)
Pour les articles homonymes, voir Säynätsalo.
Säynätsalo est une ancienne municipalité de Finlande devenue un district de Jyväskylä,.

## Description
Säynätsalo est une municipalité indépendante de 1924 à 1993. En 1993, Säynätsalo est intégrée à Jyväskylä.
Elle est située à 16 km du centre-ville.
En novembre 2010 sa population s'élevait à 3340 habitants.
La municipalité de Säynätsalo est formée des îles du Lac Päijänne :  Säynätsalo, Lehtisaari et d'une partie de l'île de Muuratsalo ainsi que d'une petite partie continentale.
Le pont suspendu de Louhunsalmi relie les îles Säynätsalo et Lehtisaari.

## Transports en commun
Les transports sont assurés par la compagnie Jyväskylän Liikenne.
Les lignes desservies sont:
| Ligne | Trajet                                                              |
| 16    | Keskussairaala–Keskusta–Keljonkangas–Kinkomaa–Säynätsalo–Muuratsalo |
| 16M   | Viitaniemi–Kauppatori–Keljonkangas–Kinkomaa–Säynätsalo–Muuratsalo   |
| 21    | Kauppatori–Keljonkangas–Kinkomaa–Säynätsalo–Muurame–Jaakkola        |

## Lieux et monuments
Säynätsalo est connue pour son architecture et en particulier pour:
- Mairie de Säynätsalo.
- Pont suspendu de Louhunsalmi
- Église de Säynätsalo
- Villa "Koetalo" de Alvar Aalto, 1954)

et pour ses sculptures :
- "Mies mieheltä" Wäinö Aaltonen [3]
- "Tanssijatar" de Wäinö Aaltonen[4].

## Personnalités
- Risto Hiekkataipale (1951-), chancelier
- Susanna Huovinen (1972-), ministre
- Timo Koivisto (1970-), maire
- Arwi Lind,  musicien
- Miika Nousiainen (1973-), écrivain
- Tarmo Uusivirta (1957–1999), boxeur
- Petri Virtanen (1980-) basketteur

## Galerie

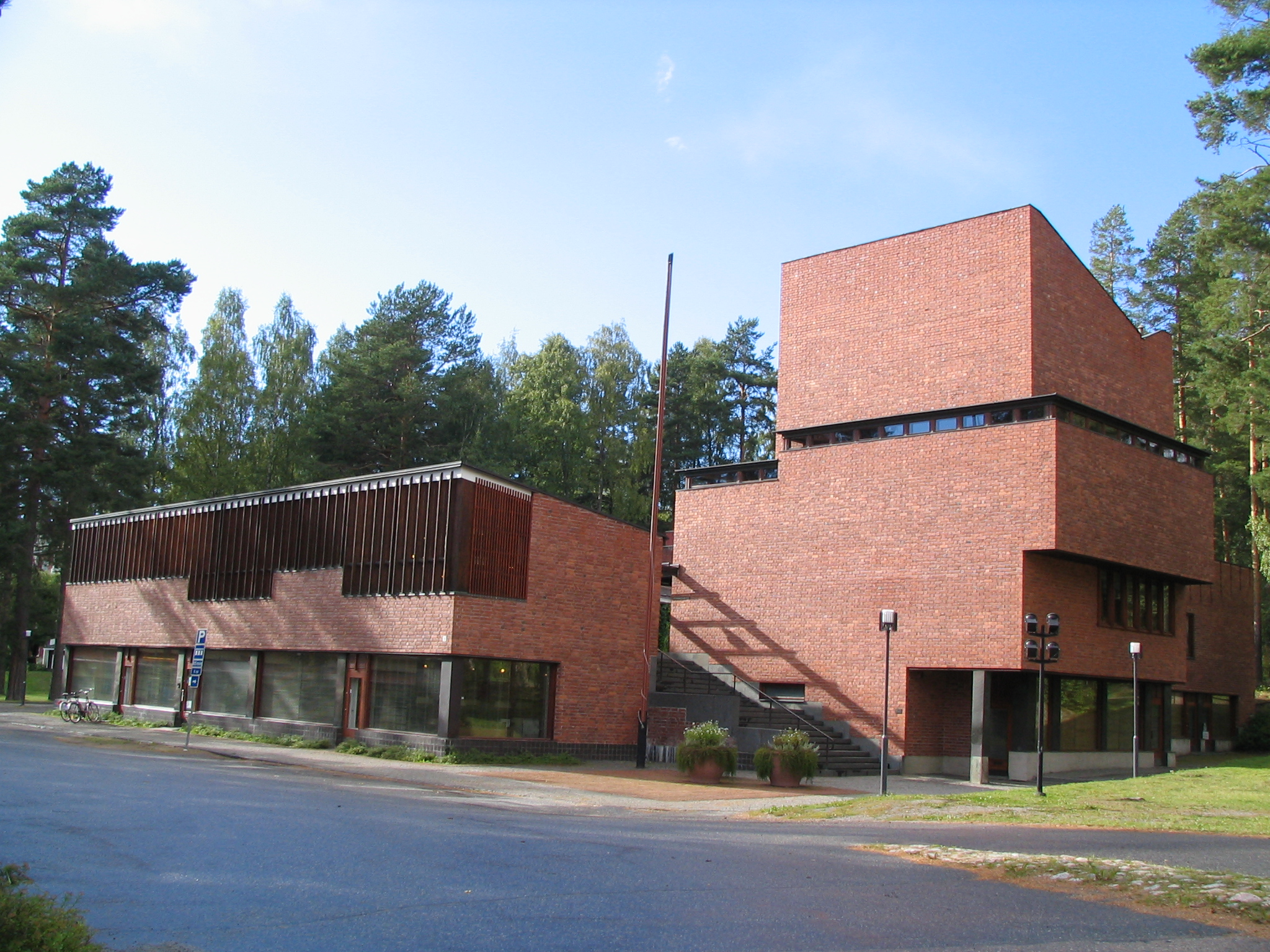
Mairie de Säynätsalo
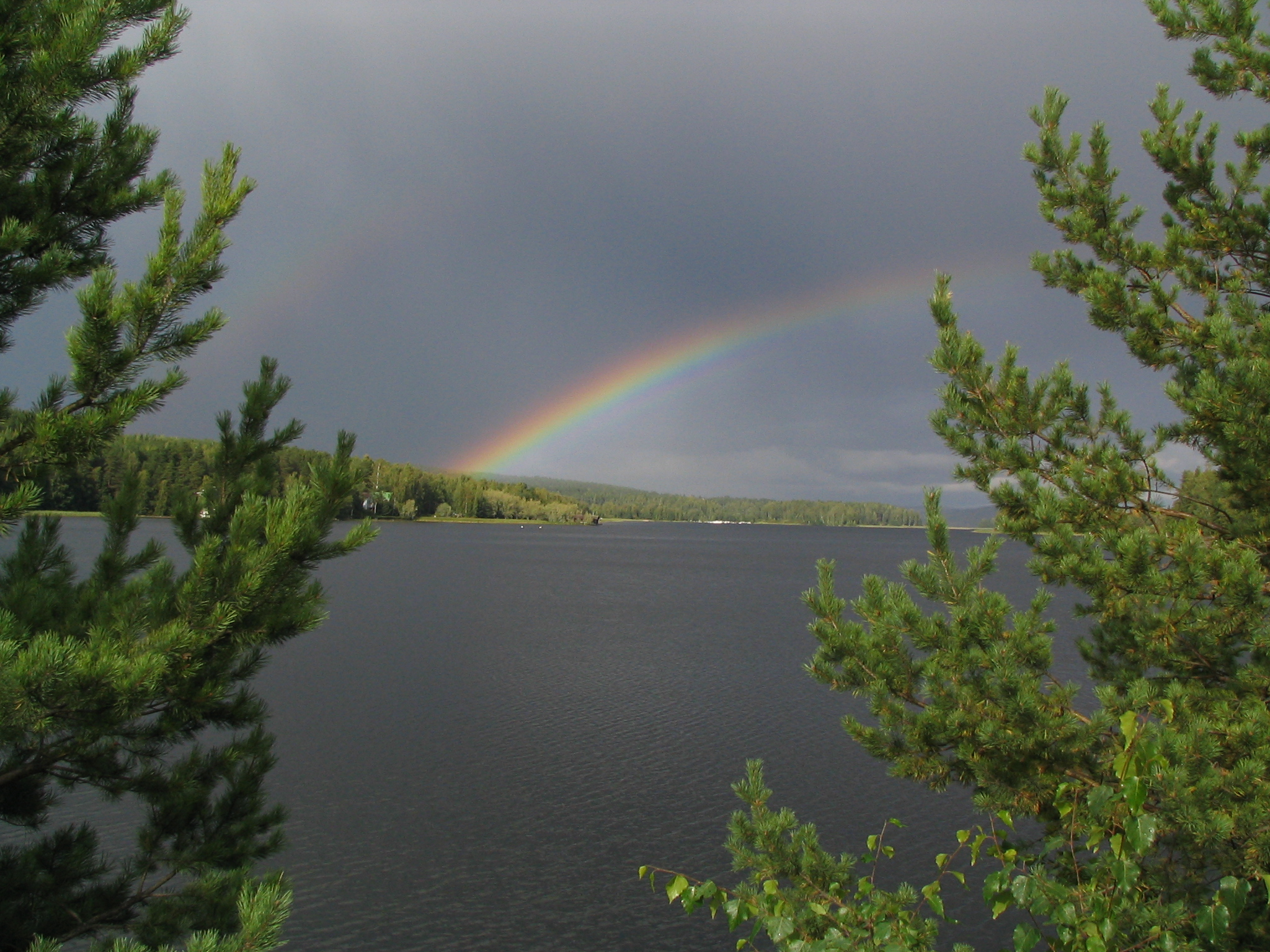
Une vue du pont de Louhunsalmi
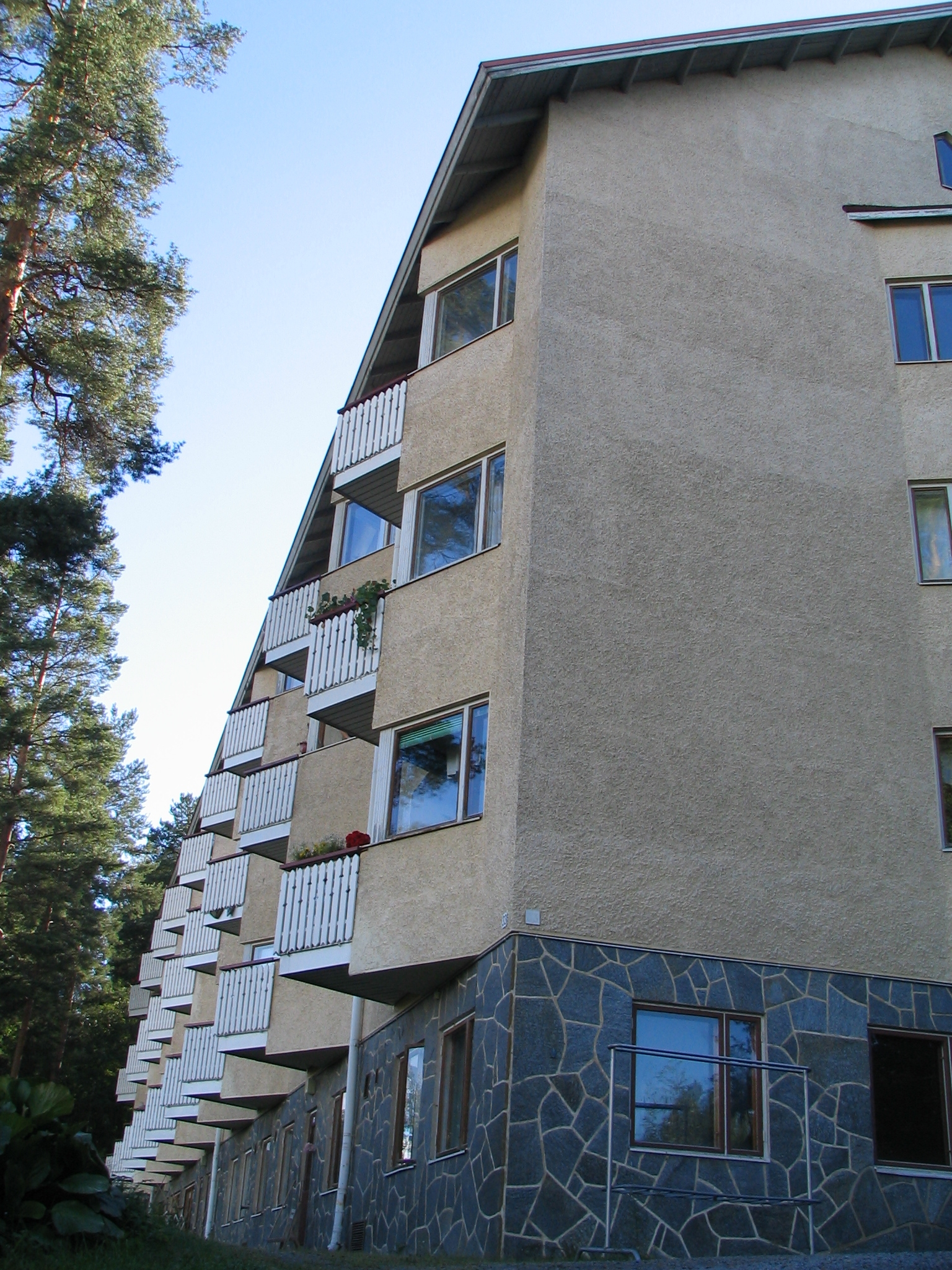
Une maison de Säynätsalo
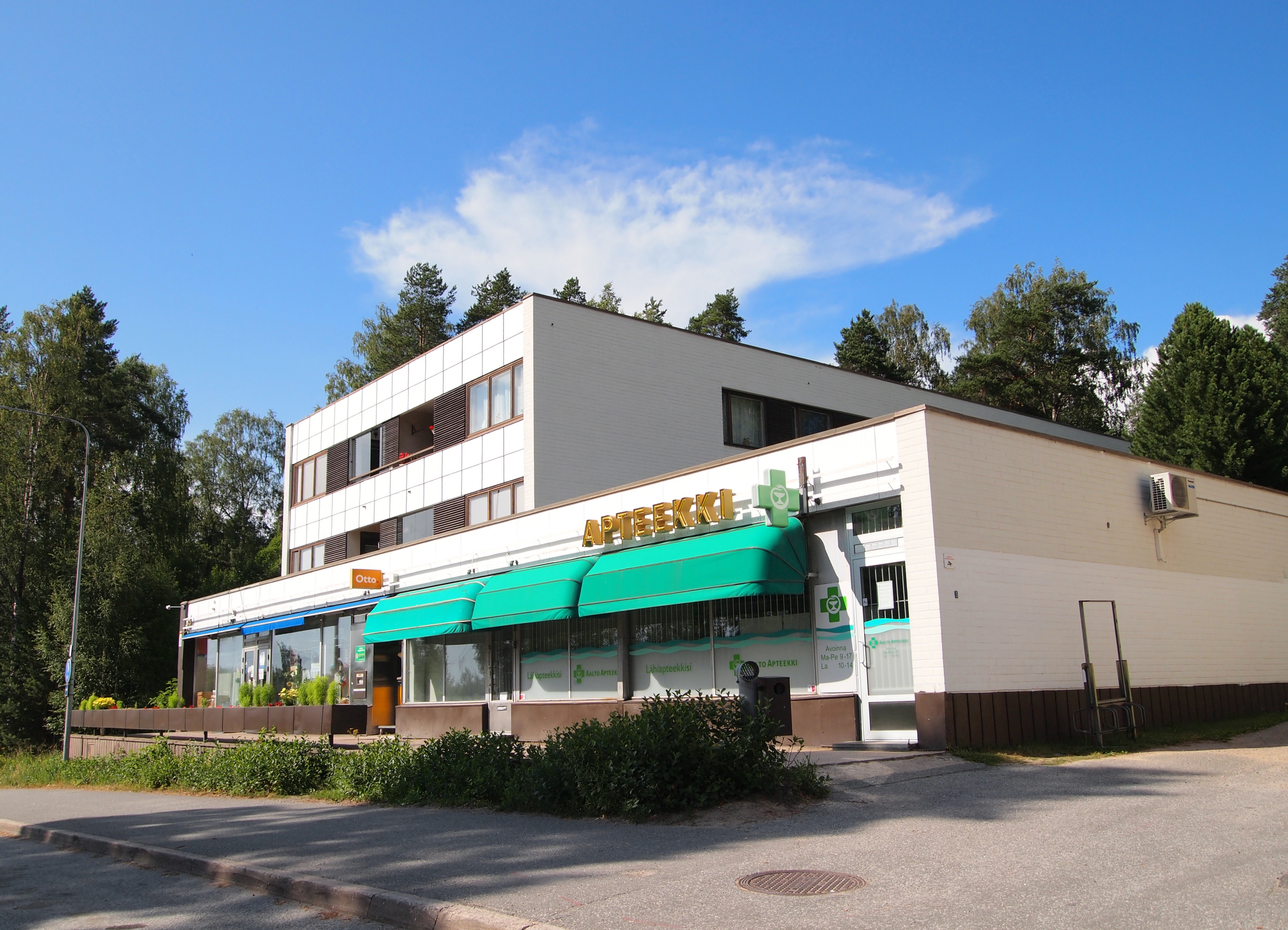
Le centre de Säynätsalo
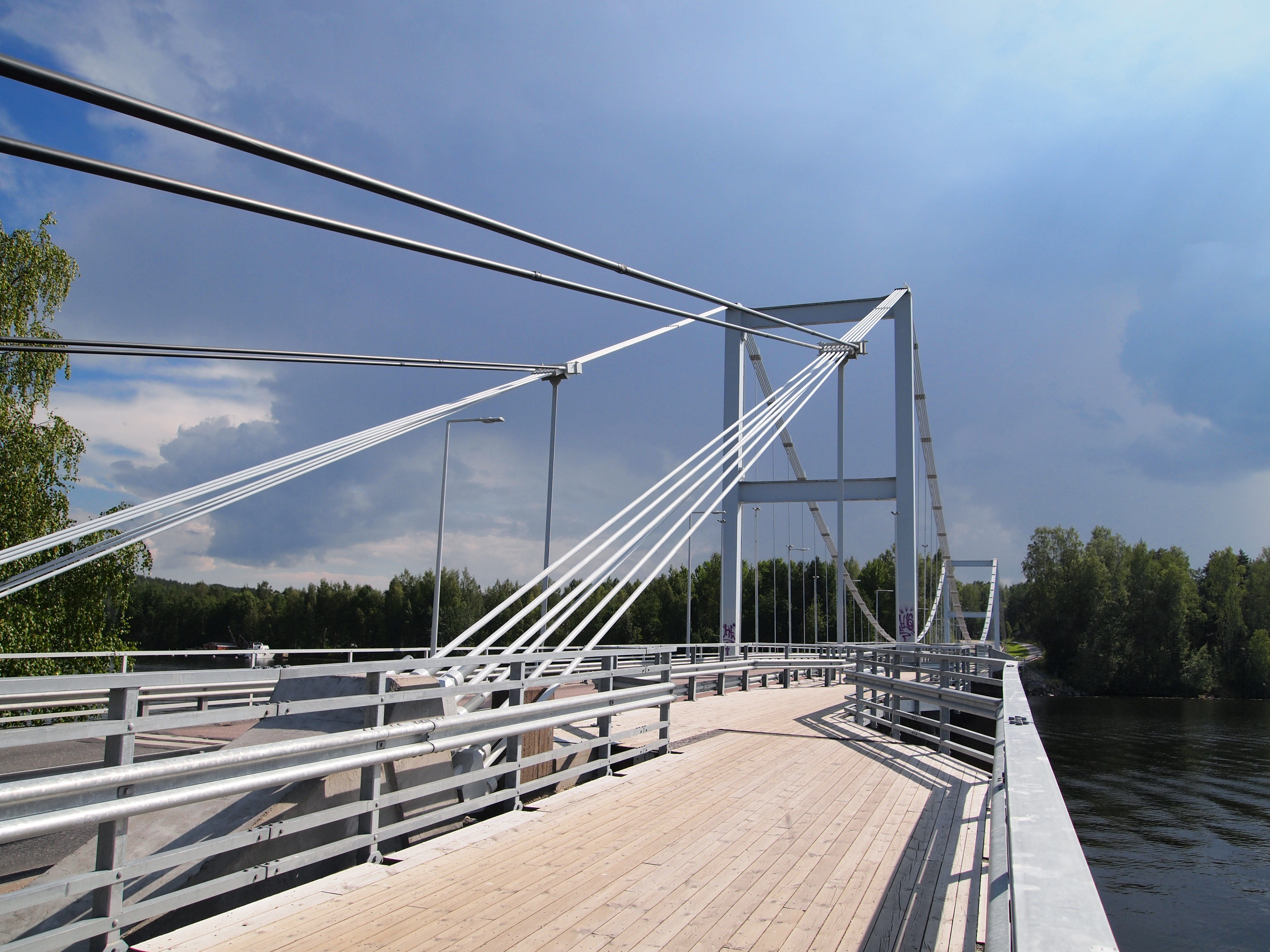
Le pont suspendu de Louhunsalmi.
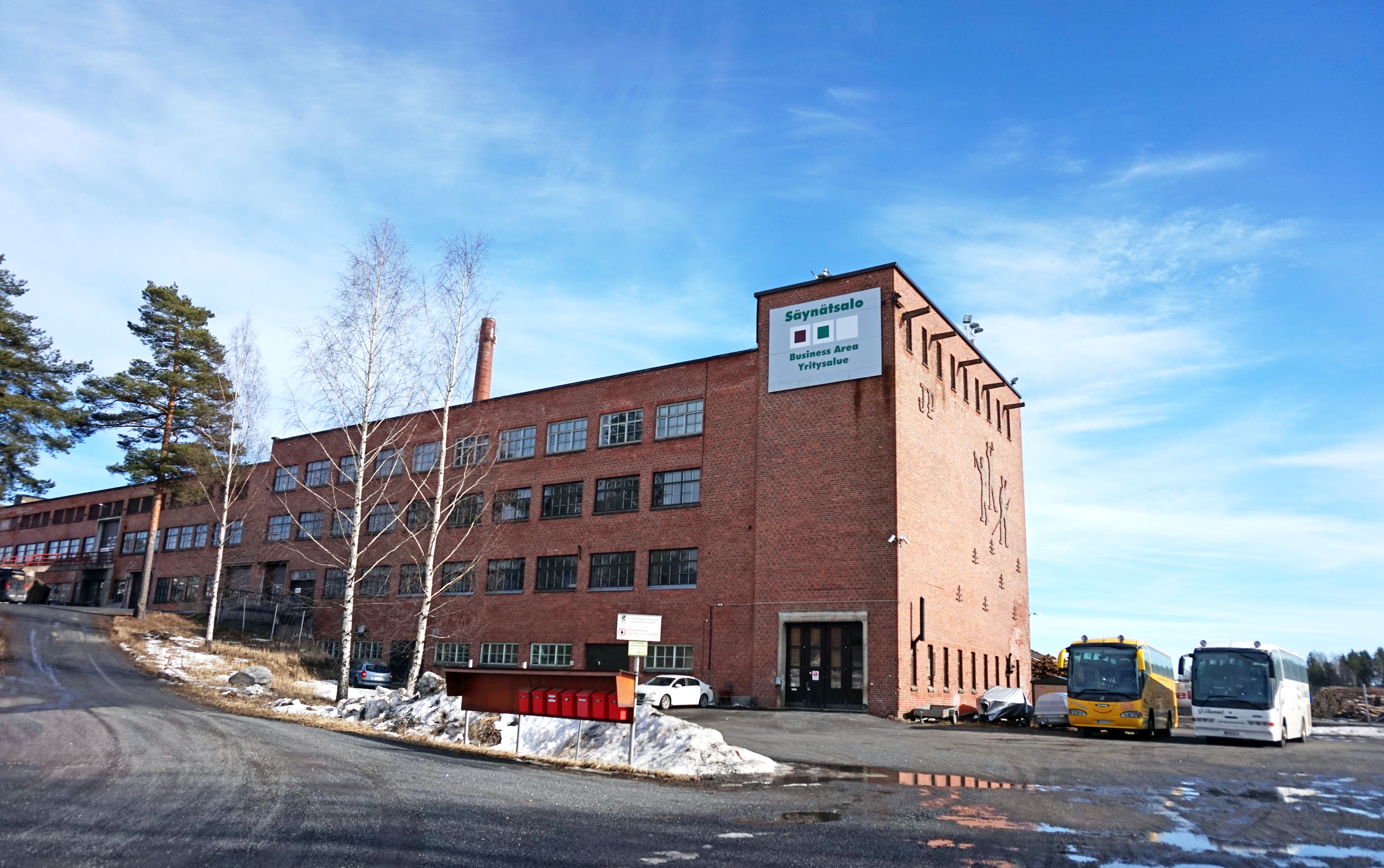
L'ancienne usine conçue par Karl Stigzelius devenue l'hôtel d'entreprises (Teollisuusalo).
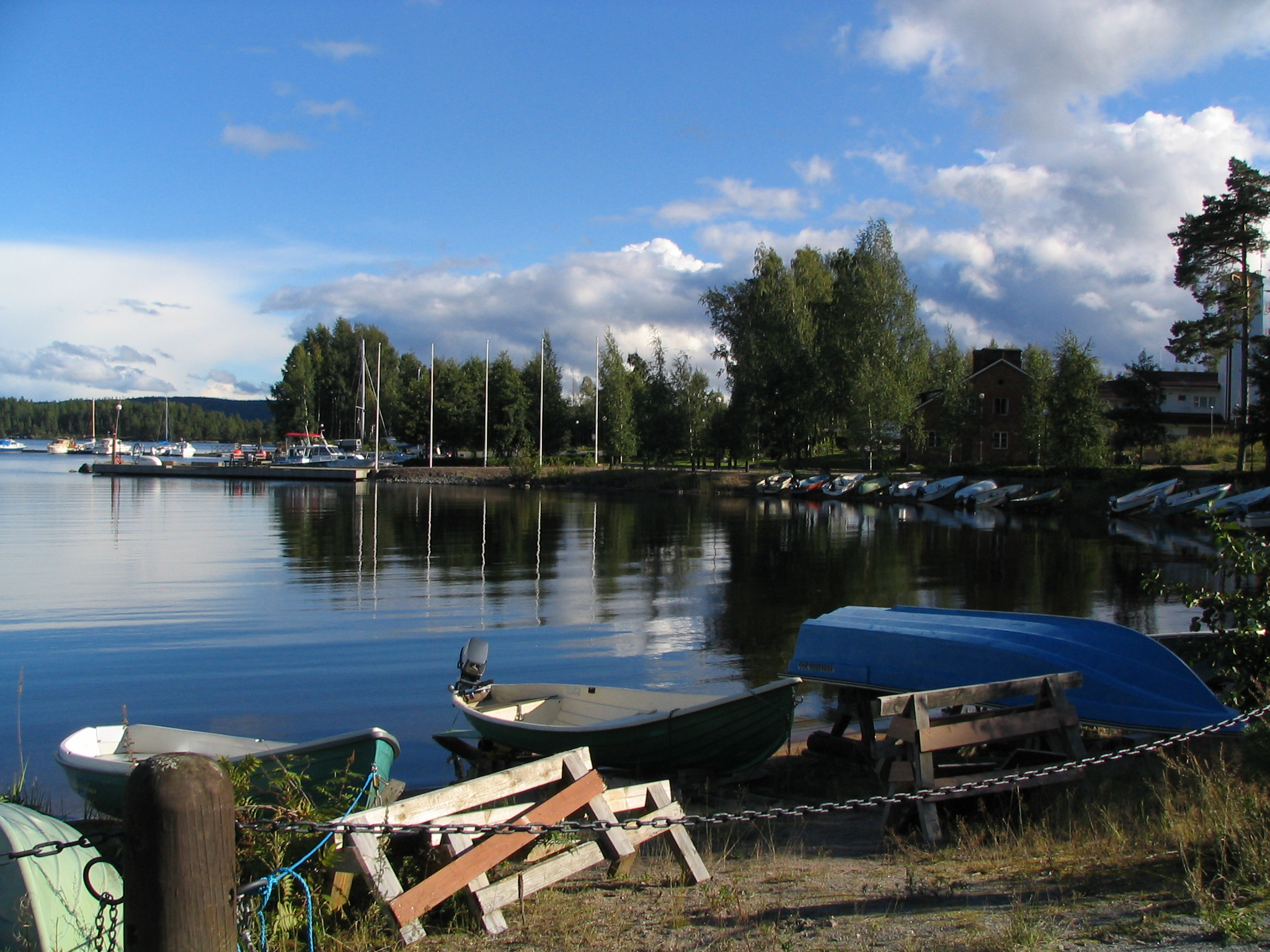
Le port de Säynätsalo
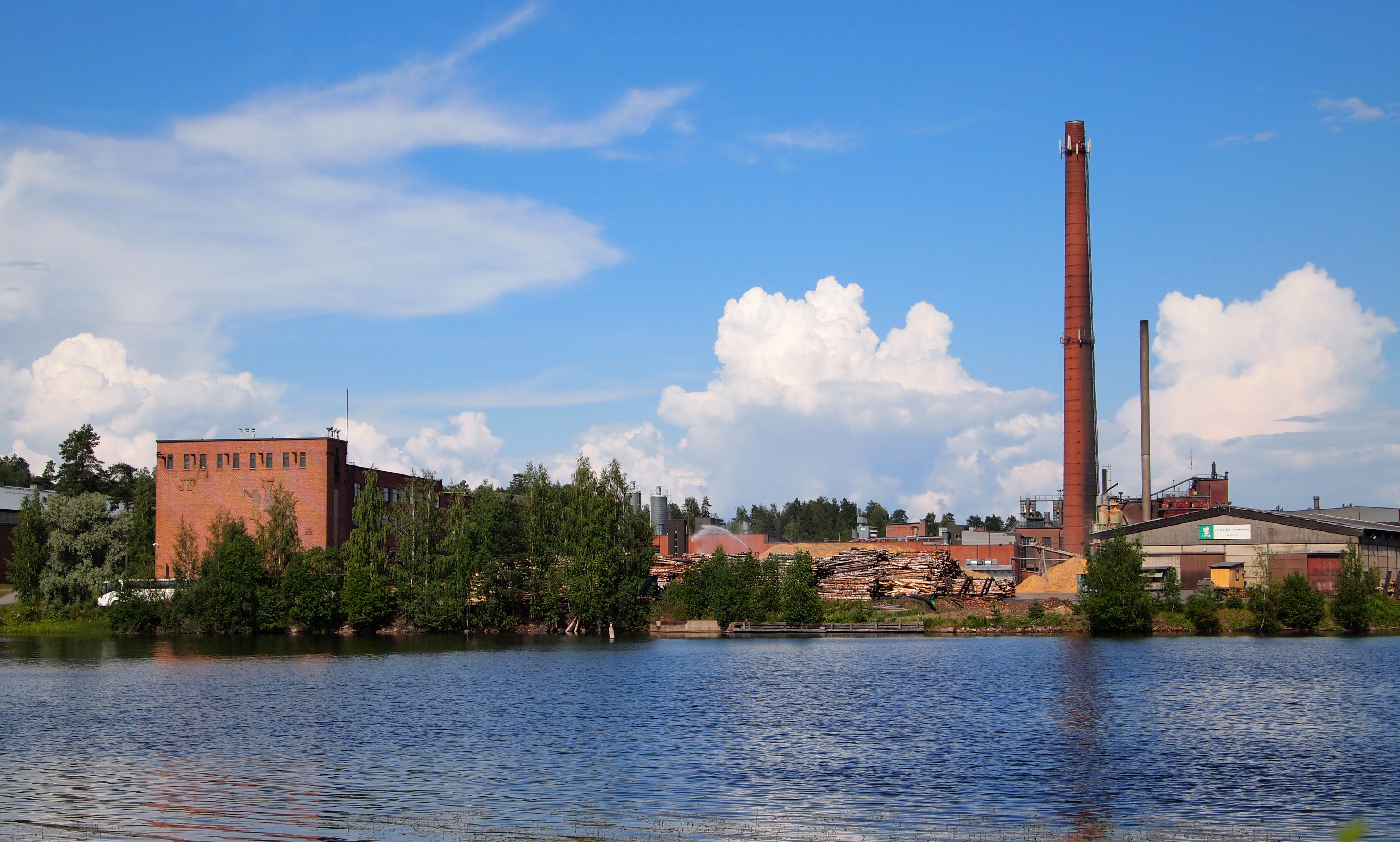
L'usine Plywood et la Teollisuustalo.
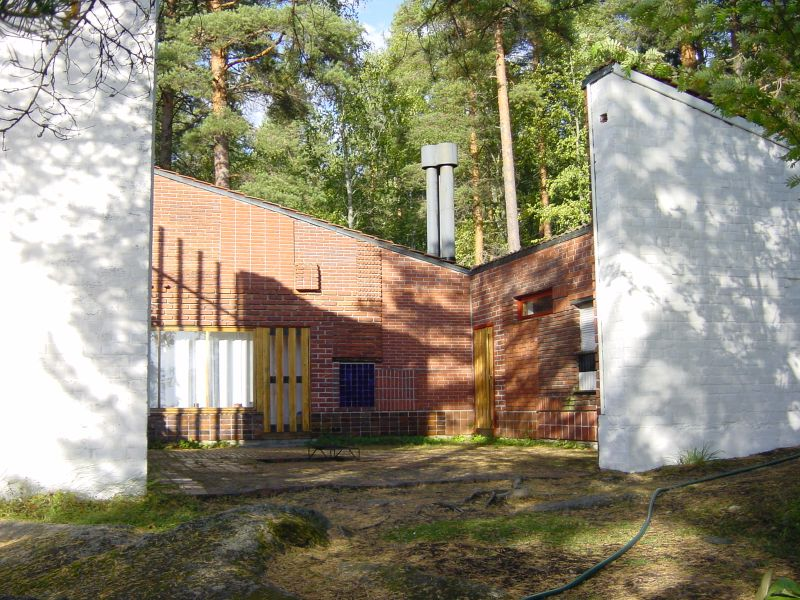
La maison expérimentale d'Alvar Aalto.